# شهاب ثاقب (صاروخ)
شهاب ثاقب: هو أحد الصواريخ الإيرانية التي دأبت الصناعات الدفاعية الإيرانية على تصميمها وإنتاجها للدفاع الجوي، ليدخل بذلك إلى ترسانة الإنجازات الدفاعية الإيرانية. وقد صُمِمَ وأُنتِجَ لضرب الأهداف المنخفضة، كما هو مزود بأنظمة توجيه راديوية. يَستخدِم صاروخ شهاب ثاقب الإيراني للدفاع الجوي، التوجيه اللاسلكي في مجال الرؤية. ويُمكن إطلاق هذا الصاروخ عبر منظومتي الدفاع الجوي يا زهراء والحرز التاسع كما يُمكن إطلاقه عبر طائرة الإستطلاع المسيرة كرار ضد الأهداف الجوية. يُذكَر أن جمهورية إيران تمتلك بالفعل واحدة من أكبر ترسانات الصواريخ الباليستية في منطقة الشرق الأوسط، إن لم تكن هي الأكبر بالفعل. وتمكنت إيران أيضاً من تطوير قدرتها على إطلاق الأقمار الصناعية المدنية منها والعسكرية كالقمر الصناعي العسكري الإيراني نور 1 و2. ويتراوح نظام جمهورية إيران الصاروخي بين أنواع متفاوتة المدى تتراوح ما بين 45 كيلومتراً إلى 10 آلاف كيلومتر. كما ويضم صواريخ باليستية، ومجنحة بعيدة المدى، إضافةً إلى صواريخ خارقة للدروع يمكن إستخدامها ضد أهداف بحرية. وبهذا تقع القارة الأوروبية وسواحل ألاسكا وأجزاء من آسيا في مرمى الصواريخ الإيرانية.

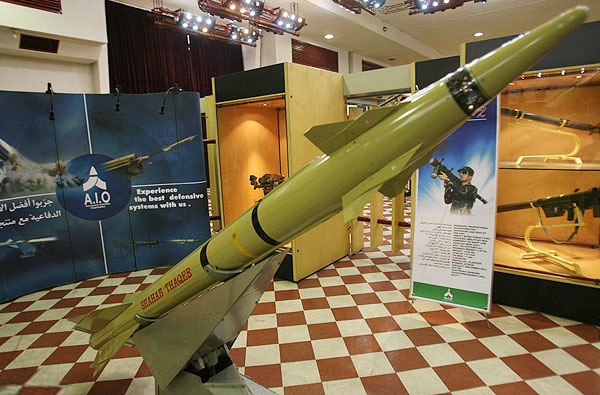
صاروخ شهاب ثاقب الإيراني للدفاع الجوي

## نبذة مختصرة
أن الصناعات الدفاعية في الجمهورية الإسلامية الإيرانية إستطاعت خلال السنوات الماضية تحقيق نجاحات لافتة في تصميم وإنتاج مختلف أنواع منظومات الدفاع الجوي. وهذه الإنجازات تشمل عدداً من المنظومات الرادارية، المنظومات الصاروخية، منظومات الكشف، التحكم والتوجيه، وقد إستطاع الخبراء الإيرانيون وبقدرات داخلية من تصميم وإنتاج كافة مستلزمات هذه المنظومات التي دخل العديد منها الخدمة العملية ضمن وحدات الدفاع الجوي في القوات المسلحة الإيرانية. واحد من هذه الإنجازات كان صاروخ الدفاع الجوي (شهاب ثاقب) الذي صُمِّمَ وأُنتِجَ لضرب الأهداف المنخفضة، كما هو مزود بأنظمة توجيه راديوية. ويُمكن إطلاق هذا الصاروخ عبر منظومتي الدفاع الجوي «يا زهراء» و«الحرز التّاسع». الذي يُطلَق عليه أيضاً حرز نهم أو الحرز التاسع، وهو نظام دفاع جوي صاروخي معقد من نوع التوجيه بضبط المسار السلبي. مخصص للارتفاعات المنخفظة والقصيرة، حيث له القدرة على رصد الأهداف الجوية على بعد 10 كیلومترات وارتفاع 5 كیلومترات. وإصابة الكثير من المقاتلات وتدمير أنواع صواريخ كروز القادرة على إصابة الأهداف الحساسة والحيوية. وقد تمت صناعة وإنتاج هذا النظام الصاروخي داخل جمهورية إيران من قِبَل مهندسي وخبراء قسم التصنيع الجوي-الفضائي التابع لوزارة الدفاع وإسناد القوات المسلحة الإيرانية. ومن خصائص المنظومة الصاروخیة حرز-9، هي التحرك الفاعل وقابلیة التنقل والاستخدام في اللیل وكذلك الإتصال مع الشبكة الدفاعیة فی البلاد وكذلك قادرة خلال عدة دقائق فقط على ان تكون جاهزة لمواجهة التهدیدات.  اما خط الإنتاج المكثف لمنظومة الدفاع الجوي حرز-9 فقد تم افتتاحه في العاصمة الإيرانية طهران من قِبَل وزير الدفاع وإسناد القوات المسلحة الإيرانية العميد أحمد وحيدي يوم الإثنين 20 مايو/آيار 2013م وذلك بمناسبة  الذكرى السنوية لتحرير مدينة خرمشهر 1982م. اما منظومة يا زهراء، فهي منظومة دفاع جوي متوسطة المدى إيرانية الصنع، والتي تشتمل على عدة نماذج، كان آخرها منظومة يا زهراء-3 والتي تم الإعلان عنها رسمياً سنة 2016م. والقادرة على رصد 30 هدفاً في آنٍ واحد ومتابعة 12 هدفاً ومزودة بصواريخ من طراز (شهاب ثاقب). 

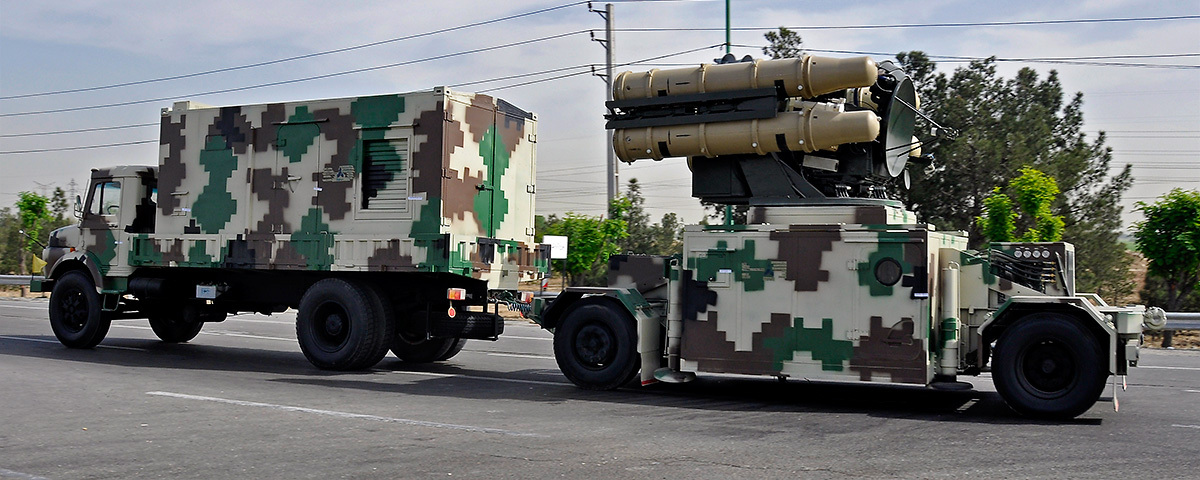
منظومة يا زهراء للدفاع الجوي، والتي تستخدم صواريخ شهاب ثاقب

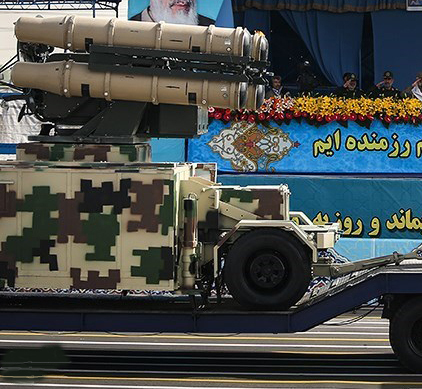
نظام الدفاع الجوي يا زهراء

## التصميم والبناء
يُعتبَر صاروخ شهاب ثاقب، أحد أبرز الصواريخ الإيرانية المخصصة للدفاع الجوي، حيث تم إستخدامه من قِبَل جمهورية إيران في بعض أنظمتها الصاروخية للدفاع الجوي كمنظومتي يا زهراء والحرز التاسع، بالإضافة إلى بعض طائراتها المسيرة كطائرة كرار النفاثة. ويعود فضل تصميم هذا الصاروخ الدفاعي إلى مؤسسة الصناعات الدفاعية الإيرانية. وقد تم بناءه من أجل القضاء على الأهداف المتنوعة وعلى إرتفاعات منخفضة.

## مواصفات الصاروخ
يبلغ طول هذا الصاروخ حوالي 2.9 متراً، فيما يزن 84 كيلوغراماً، بينما تبلغ سرعته 7402 متر بالساعة. أما مدى الصاروخ فيتراوح بين 500 إلى 8500 متر عندما يستهدف الأهداف التي تتحرك بسرعة تبلغ حتى 400 متر بالثانية، أما حين يستهدف الأهداف التي تتحرك بسرعة 300 متر بالثانية فإن مدى الصاروخ يرتفع ليبلغ 10 كيلومتر، ويرتفع هذا المدى حتى 11 كيلومتر عند إستهداف أهداف كالمروحيات.